# 克捫
克捫（转写：Uksun Kemen；1775年8月9日—1827年3月19日，乾隆四十年七月十四日巳時－道光七年二月二十二日亥時），爱新觉罗氏，字號不詳。清朝京師（今北京市）右翼鑲紅旗遠支宗室永字輩，清朝政治人物。

## 生平
嘉慶十五年（1810年）庚午科繙譯鄉試繙譯舉人。
嘉慶十九年（1814年）甲戌科繙譯進士。未受敘官。
道光七年（1827年）二月二十二日卒，年五十三歲。

## 家庭及關聯
- 五世祖：已革英親王阿濟格（1605年－1651年），清太祖高皇帝第十二子。
- 高祖父：紅帶子鄂拜（1643年－1689年），阿濟格第十子。
- 曾祖父：紅帶子雲岱（1660年－1728年），鄂拜第一子。
- 祖父：紅帶子扎穆保（1692年－1771年），雲岱第四子。
- 父：宗室明善（1719年－1784年），扎穆保第三子。
- 母：殷氏，明善側室，殷大之女。
- 克捫排行第四，有兄三人：
  - 克紀。

### 妻妾
- 正室：汪佳氏，汪常統之女。
- 無側室。
- 無嗣。